# Arbitraje jurisdiccional
El arbitraje jurisdiccional es la práctica de tomar ventaja de las discrepancias entre jurisdicciones legales en competencia. El término proviene del arbitraje, la práctica en finanzas de comprar un bien a un precio bajo en un mercado y luego venderlo a un precio mayor en otro mercado. Al igual que en el arbitraje financiero, el atractivo del arbitraje jurisdiccional depende en gran medida de sus costos de transacción, esto en referencia a los costos de cambiar de proveedor de servicios legales de un gobierno a otro.
Cuanto menor sea el costo de salida de la jurisdicción (emigración sin restricciones, viajes baratos, liquidez de los activos), más deseable y factible es. Por el contrario, los altos costos de entrada en la jurisdicción más favorable son un inhibidor del arbitraje jurisdiccional. De hecho, algunos paraísos fiscales como Andorra conceden derechos de residencia permanente a los inmigrantes sólo si cumplen ciertos criterios. En fin, el arbitraje jurisdiccional es un concepto significativo en el anarcocapitalismo moderno del mercado libre, que no debe confundirse con el anarquismo per se.

## Aplicaciones
La práctica de las personas que buscan asilo implica apelar a una jurisdicción con derechos individuales favorables a la residencia, donde se considera que la jurisdicción nativa del individuo ofrece protección insuficiente. Por dar un ejemplo, las mujeres han huido de las naciones de África Occidental que practican el islamismo radical o la mutilación genital femenina tribal en favor de las jurisdicciones europeas y norteamericanas.
Para evitar restricciones arbitrarias en la inmigración especializada, las compañías de alta tecnología podrían establecer oficinas en países vecinos de otros con políticas restrictivas, preferiblemente en localidades cercanas a la frontera, como fue el caso de los planos de Microsoft de abrir una oficina satélite en Vancouver, Canadá, situada a tan sólo 225 kilómetros de su sede en el suburbio de Redmond, Washington, Estados Unidos. En Silicon Valley, un proyecto está en camino de botar un barco a doce millas náuticas de la orilla, en aguas internacionales, con el objetivo de permitir emprendedores sin visas de trabajo estadounidenses para trabajar legalmente para compañías cercanas al área.
Por otra parte, el arbitraje jurisdiccional también se ha utilizado por criminales transnacionales como terroristas, lavadores de dinero y ciberatacantes, para obstaculizar los intentos de persecución gubernamental.
Antes de la reciente movilización internacional contra la práctica, era evidente la antigua costumbre de que líderes derrocados como Erich Honecker, Idi Amin y Augusto Pinochet encuentren refugio y retiro en el extranjero para evitar el enjuiciamiento en su jurisdicción natal. Pinochet, antiguo líder militar de Chile, trató de evadir el juicio retributivo en su jurisdicción natal al buscar refugio en el Reino Unido. Posteriormente fue juzgado por un tribunal español según el principio de la jurisdicción universal.
Para contrarrestar este fenómeno, la mayoría de los países han firmado tratados bilaterales de extradición con la mayoría de los demás países, y además, algunos gobiernos adoptaron el principio de jurisdicción universal, que ha permitido a los individuos ser procesados por delitos (particularmente presuntas violaciones a los derechos humanos y crímenes de guerra) cometidos fuera de la jurisdicción de enjuiciamiento — la estructura jurídica de naciones como Bélgica y España lo permiten, al igual que la de los tribunales internacionales que operan bajo la tutela de las Naciones Unidas.
Un intento similar de limitar el uso del arbitraje jurisdiccional para la evasión fiscal es la política de armonización fiscal. La membresía de los gobiernos europeos en la Unión Europea dio lugar a una colección de naciones con un conjunto limitado de estructuras jurídicas comunes (Cuatro Libertades), lo que a su vez generó una competencia fiscal por parte de los países menos desarrollados (como la República de Irlanda a principios de 1990), donde los gobiernos compiten por la inversión extranjera al reducir sus tasas de impuestos significativamente por debajo de las de sus países vecinos. Esta estrategia ha sido adoptada bajo la forma de un impuesto fijo por parte de varios países de Europa Oriental, situación que ha provocado llamados a la armonización de los tipos impositivos por las naciones tradicionalmente más desarrolladas como Francia, Gran Bretaña y Alemania.

## Defensores
Los anarcocapitalistas esperan que al subdividir jurisdicciones gubernamentales existentes en ciudades-estado (como Singapur), la competencia entre las jurisdicciones para los ciudadanos conducirá a una diversidad de climas legales incluyendo jurisdicciones más ventajosas para la libertad y la autodeterminación. Los cypherpunks y criptoanarquistas también citan los bajos costos de salida y la fluidez del movimiento entre las jurisdicciones como un medio significativo para fomentar la libertad individual a través de la libre circulación de información y capital. El concepto de seasteading es un intento de aumentar la posibilidad de arbitraje jurisdiccional al disminuir el costo de cambio de gobierno. Vale la pena señalar que no hay nada anarquista en el arbitraje jurisdiccional, pues es una estrategia basada en aprovechar las diferencias entre regímenes regulatorios y, por tanto, incompatible con la abolición del Estado.
Un destacado promotor y practicante del arbitraje jurisdiccional es el viajero y empresario canadiense Calvin Ayre, fundador del consorcio de juegos de azar en línea Bodog Entertainment Group. Aunque los juegos de azar en línea son ilegales en los Estados Unidos, un mercado que representa el 95% de las ventas de Bodog, la compañía no paga impuestos allí ya que sus actividades se distribuyen entre diferentes jurisdicciones para minimizar la carga tributaria. "Ejecutamos un negocio que en realidad no se puede describir como un juego en cada país en el que operamos. Pero cuando se suma todo, se trata de juegos de azar en Internet".